# XNU
XNU ist ein Kernel, der in dem freien Basisbetriebssystem (core operating system) Darwin verwendet wird. Darwin bildet die Grundlage von Apples Betriebssystem-Varianten macOS, iOS, iPadOS, tvOS und watchOS. XNU wird als freie Software unter Version 2 der Apple Public Source License (APSL) veröffentlicht. Seinen Ursprung hat der Kernel u. a. im Betriebssystem NeXTStep.

## Namensgebung
XNU leitet sich einerseits von X is Not Unix ab, in Anlehnung an GNU ebenfalls ein Akronym. Andererseits steht es vermutlich auch für Mac OS X NuKernel. Der NuKernel war ein Mach-3.0-Kernel für das Projekt Copland, der zwischen 1994 und 1997 komplett neu geschrieben worden war. Copland sollte der Nachfolger des veralteten System 7 werden, doch es gelang Apple nicht, den Kernel zu stabilisieren. Die einzigen je veröffentlichten Entwicklerversionen von Copland zeigten ständige Abstürze aufgrund des instabilen NuKernel. Erst mit OPENSTEP der Firma NeXT hatte Apple einen stabilen Mach-2.5-Kernel in der Hand, auf dessen Grundlage ein stabiler Mach-3.0-Kernel für das Nachfolgebetriebssystem von Mac OS entwickelt werden konnte.

## Kernel-Design
XNU ist ein hybrider Kernel, bestehend aus Teilen des Mach3-Microkernels OSF MK und des monolithischen FreeBSD-Kernels, aber auch aus Teilen von MkLinux, NetBSD und OpenBSD. Der XNU-Kernel von Darwin Version 7 entspricht dabei dem FreeBSD-Kernel in Version 5.
Im BSD-Teil wird das Mehrbenutzersystem (Benutzer-IDs, Rechte), der TCP/IP-Stack (auch die Firewall), die Synchronisierung und die Prozessaufteilung gesteuert. Der Mach-Teil ist verantwortlich für Multitasking, Speicherverwaltung und Fehlerbehandlung. Das I/O-Kit verwaltet Plug and Play, Hotplugging, Energiemanagement und Extensionsverwaltung.
Im Laufe der Entwicklung wurden diverse Sicherheitsmechanismen in den Kernel eingebaut. So wird in der Intel-Version von Mac OS X Tiger (XNU-Version 792.x, Anfang 2006) das NX-Bit unterstützt, um vor der Ausführung von böswillig überschriebenem Stack mit einer dort platzierten Schadfunktion zu schützen. Auch integriert wurde ab Mac OS X Leopard (XNU-Version 933.x, Ende 2007) und iOS 4.3 (XNU-Version 1735.x, Mitte 2011) Address Space Layout Randomization (ASLR) und seit iPhone OS 2.0 (XNU-Version 1228.x, Mitte 2008) auch Funktionen für Code Signing, damit keine unsignierten Treiber geladen werden können. Letzteres fand im Herbst 2012 als Gatekeeper auch in OS X Mountain Lion (XNU-Version 2050.x) Einzug und wurde auch in Mac OS X Lion 10.7.5 (XNU-Version 1699.x) rückportiert.

## Geschichte
Der Kernel wurde ursprünglich von NeXT für deren Betriebssystem NeXTStep entwickelt. Bis Version 3.3 hieß das Betriebssystem NeXTStep (ab Version 3.1 in der Schreibweise NeXTSTEP und schließlich NEXTSTEP), ab Version 4.0 wurde es in OPENSTEP umbenannt und Ende 1996 von Apple aufgekauft. Da man dort nach einem Nachfolger für das als veraltet geltende System 7 suchte, wurde OPENSTEP im Projekt Rhapsody (Version 5.0 bis 5.6) zu einem Nachfolger für das klassische Mac OS weiterentwickelt. Dabei wurde die Grundlage von OPENSTEP, BSD4.3 und Mach 2.5, ebenfalls erneuert. Rhapsody wie auch Mac OS X bieten ein Unix-System, das auf BSD4.4-Lite und Mach 3.0 basiert – wie bei FreeBSD wurde jedoch aus Kompatibilitätsgründen auch bei XNU Mach 3.0 nicht zu 100 % umgesetzt. Während der Rhapsody-Entwicklung wurde der Unix-Teil als Darwin (ein BSD-Betriebssystem ähnlich FreeBSD) – mit XNU als dessen Kernel – zusammengefasst, die Darwin-Versionsnummer startete wieder bei 1.0 und wurde ab Version 5.1 (mit einem Sprung von Darwin 1.4.1 auf 5.1) mit der Build-Nummer von Mac OS X (ab Version 10.1.1, November 2001) synchronisiert. Darwin wurde zur Grundlage von Mac OS X, das ab 2012 OS X heißt (ohne „Mac“ im Namen) und ab 2016 in vereinheitlichter Schreibweise macOS. Darwin ist ebenfalls die Grundlage des seit 2007 verfügbaren iOS und dessen Abkömmlingen iPadOS, tvOS und watchOS.

## Versionsgeschichte
XNU für macOS kann bei Apple angesehen und heruntergeladen werden, nicht aber jene Kernel für iOS. Die Version folgt in keiner Weise der Version von Darwin, macOS oder iOS. Welche XNU-Version auf einem System läuft, kann mit uname -v ausgelesen werden, z. B. bei Mac OS X 10.7.2: Darwin Kernel Version 11.2.0: Tue Aug 9 20:54:00 PDT 2011; root:xnu-1699.24.8~1/RELEASE_X86_64.
Unter der ersten Developer Preview gibt der Mach-Kernel der Installations-CD im Einzelbenutzermodus (englisch Single User Mode, Tastenkombination ⌘ Befehl + S) folgende Version aus: Mac OS Kernel Version 10.0: Fri Apr 30 23:26:14 PDT 1999; root(rcbuilder):Objects/xnu-24.6.obj~2/RELEASE_PPC. Es ist die erste bekannte Veröffentlichung von XNU.
| XNU       | Darwin        | Architektur          | macOS                      | iOS       | iPadOS    |
| --------- | ------------- | -------------------- | -------------------------- | --------- | --------- |
| 24.6      | 0.1           | PowerPC              | Developer Preview          |           |           |
| 44        | 0.2           |                      | Developer Preview 2        |           |           |
| 59.10     | 1.0           |                      | Developer Preview 3        |           |           |
| 74.7      | 1.1           |                      | Developer Preview 4        |           |           |
| 103.x     | 1.2           |                      | Public Beta „Kodiak“       |           |           |
| 123.5     | 1.3.1         |                      | 10.0 „Cheetah“             |           |           |
| 124.x     |               |                      | 10.0.1–10.0.4 „Cheetah“    |           |           |
| 201.x     | 1.4.x / 5.x   |                      | 10.1.x „Puma“              |           |           |
| 344.x     | 6.x           |                      | 10.2.x „Jaguar“            |           |           |
| 517.x     | 7.x           |                      | 10.3.x Panther             |           |           |
| 792.x     | 8.x           | PowerPC, x86-32      | 10.4.x Tiger               |           |           |
| 933.x     | 9.x           | ARM                  |                            | 1.x       | 1.x       |
| 1228.x    |               | PowerPC, x86-32, ARM | 10.5.x Leopard             | 2.x       | 2.x       |
| 1357.x    | 10.x          | ARM                  |                            | 3.0–3.1.3 | 3.0–3.1.3 |
| 1456.1.26 |               | x86-32, x86-64, ARM  | 10.6–10.6.1 Snow Leopard   |           |           |
| 1486.2.11 |               |                      | 10.6.2 Snow Leopard        |           |           |
| 1504.x    |               |                      | 10.6.3–10.6.8 Snow Leopard | 4.0–4.2.1 | 3.2–4.2.1 |
| 1699.x    | 11.x          |                      | 10.7.x Lion                |           |           |
| 1735.x    |               |                      |                            | 4.3–4.3.5 | 4.3–4.3.5 |
| 1878.x    |               |                      | 5.x                        | 5.x       |           |
| 2050.x    | 12.x          | x86-64, ARM          | 10.8.x Mountain Lion       |           |           |
| 2107.x    | 13.x          |                      |                            | 6.x       | 6.x       |
| 2422.x    |               |                      | 10.9.x Mavericks           |           |           |
| 2423.x    | 14.x          |                      |                            | 7.x       | 7.x       |
| 2782.x    |               |                      | 10.10.x Yosemite           |           |           |
| 2783.x    |               |                      |                            | 8.0–8.2   | 8.0–8.2   |
| 2784.x    |               |                      |                            | 8.3–8.4.1 | 8.3–8.4.1 |
| 3247.x    | 15.x          |                      | 10.11–10.11.1 El Capitan   |           |           |
| 3248.x    |               |                      | 10.11.2–10.11.6 El Capitan | 9.x       | 9.x       |
| 3789.x    | 16.x          |                      | 10.12.x Sierra             | 10.x      | 10.x      |
| 4570.x    | 17.x          |                      | 10.13.x High Sierra        | 11.x      | 11.x      |
| 4903.x    | 18.x          |                      | 10.14.x Mojave             | 12.x      | 12.x      |
| 6153.x    | 19.x          |                      | 10.15.x Catalina           | 13.x      | 13.x      |
| 7195.x    | 20.x          |                      | 11.x Big Sur               | 14.x      | 14.x      |
| 8019.x    | 21.1.0–21.3.0 |                      | 12.0–12.2 Monterey         |           |           |
| 8020.x    | 21.4.0–21.6.0 |                      | 12.3–12.6.x Monterey       |           |           |
| 8792.x    | 22.1.0–22.3.0 |                      | 13.0–13.2.1 Ventura        |           |           |
| 8796.x    | 22.4.0–22.5.0 |                      | 13.3–13.5.x Ventura        |           |           |
| 10002.x   | 23.x          |                      | 14.x Sonoma                |           |           |

## Trivia
In iOS 11 wurde auch eine Apple-eigene Umsetzung des L4-Mikrokernels für die Secure Enclave hinzugefügt. Dieser läuft auf einem im ARM-Prozessor Apple T1, S2 und S3 sowie der späteren A-Serie integrierten Koprozessor als Teil der Boot Chain und wird u. a. für Aktualisierungen, Touch ID / Face ID und Apple Pay genutzt. Dieser L4-Kernel ist jedoch nicht Teil von XNU oder Darwin.